# Kanda (Fukuoka)
Kanda (苅田町?) è una cittadina giapponese della prefettura di Fukuoka.